# Малое (Джанкойский район)
Малое (до 1962 года Михайловка укр. Мале) — исчезнувший посёлок в Джанкойском районе Республики Крым, располагавшееся в центральной части района, на территории Лобановского сельского поселения (согласно административно-территориальному делению Украины — Лобановского сельского совета Автономной Республики Крым), в степном Крыму, примерно в 2 километрах к юго-западу от современного села Тутовое.

## История
Первое документальное упоминание селения встречается в Списке населённых пунктов Крымской АССР по Всесоюзной переписи 17 декабря 1926 года, согласно которому в селе Михайловка, Джаракского сельсовета Джанкойского района, числилось 10 дворов, все крестьянские, население составляло 55 человек, из них 30 русских и 25 украинцев.
В 1944 году, после освобождения Крыма от фашистов, 12 августа 1944 года было принято постановление № ГОКО-6372с «О переселении колхозников в районы Крыма» и в сентябре 1944 года в район приехали первые новоселы (27 семей) из Каменец-Подольской и Киевской областей, а в начале 1950-х годов последовала вторая волна переселенцев из различных областей Украины. С 25 июня 1946 года Метюроновка в составе Крымской области РСФСР, а 26 апреля 1954 года Крымская область была передана из состава РСФСР в состав УССР. Время включения в Лобановский сельсовет пока не установлено: на 15 июня 1960 года село уже числилось в его составе. К 1968 году Михайловку переименовали в Малое (согласно справочнику «Крымская область. Административно-территориальное деление на 1 января 1968 года» — с 1954 по 1968 годы). Ликвидировано в период с 1968 года, когда Малое ещё числилась в составе совета по 1977 год, когда уже значится среди упразднённых.